# CS/LR5型狙击步枪
CS/LR5型12.7毫米旋转后拉枪机式狙击步枪（前称：12.7毫米反器材步枪）是一款由中国四川华庆机械有限責任公司所研製和生產的手动式單發反器材狙击步枪，曾于2009年（第三屆）和2011年（第四屆）北京国际装备及反恐技术展上展出，发射12.7×108毫米俄罗斯口徑（.50俄羅斯或54式12.7毫米重机枪弹）步枪子彈。

## 歷史
在2009年5月19日北京展覽館開幕的第三屆中國國際警用裝備及反恐技術裝備展覽會上，四川华庆机械有限責任公司展出了一种12.7毫米口径的新型旋转后拉枪机式狙击步枪，以后正式通过了外贸设计定型，并正式命名为CS/LR5型12.7毫米旋转后拉枪机式狙击步枪，并在2011年第四届警用装备展上再次展出。

## 設計
四川华庆机械公司展出的CS/LR5采用旋转后拉式枪机设计，没有配备弹匣，只能手动向弹膛内单发装弹，发射专门研制的12.7毫米专用高精度狙击弹。
CS/LR5的设计目的就是高精度。该枪主要编配特种作战部队，供2至3人的狙击小组使用，遂行狙击与反狙击、反器材、反恐、防暴等任务，用于1,000公尺距离内对单个有生目标实施精准打击，也可在1,500公尺内对轻型装甲输送车、油库和彈藥庫等高价值军事目标实施高效毁伤。
CS/LR5不含瞄具的全枪质量为14.3公斤（31.5磅），比QBU-10重1千克，主要重在枪管上；全枪长度为1,512毫米（59.53英吋），枪管长度为900毫米（35.43英吋），初速为850公尺／秒（2,788.71英尺／秒）。
CS/LR5在200公尺卧姿抵肩进行三发弹散布测试时，射击精度可达到什至小于1角分；1,000公尺时为300至500毫米，平常射击的精度打过70毫米，平均值为300毫米，达到了中国国外同类狙击步枪的精度水平，有生目标很难逃脱。

### 槍管
CS/LR5采用精锻工艺制造的高精度重型枪管，枪口设有高效雙室式制退器，而且使用浮动式二级弹簧缓冲和液压缓冲相结合的多级缓冲技术，既保证了射击精度又有效的大幅减小射击时的後座力；其中浮动式二级缓冲技术是该枪设计上的一大亮点，其是指枪管为自由浮動式，枪管后方设有缓冲机构，缓冲机构产生的缓冲力并非均匀一致而是先小后大。浮动式二级缓冲加偏离式缓冲的多级浮动缓冲技术为第二级缓冲在弹丸出枪口后，缓冲位置与枪管轴线重合。而第三级缓冲则偏离枪管轴线。较小的缓冲力于枪管开始后坐的初始期起动作用，可降低对枪管的影响，利于提高射击精度；较大的缓冲力作用于枪管后坐后期，有利于降低对射手的后坐冲力。

### 旋转后拉式枪机
CS/LR5的旋转后拉式枪机上加工刻有螺旋槽，以减轻重量。向上扳动拉机柄时，枪机旋转并稍向后移动，带动抽壳钩实现预抽壳，从而使抽壳变得轻松；高灵敏度发射机确保击发安全、舒适；两脚架前后高低、肩托高低、贴腮板高低、瞄具前后位置、扳机力大小和扳机行程等均可调节。

### 二道火扳机
CS/LR5的高灵敏度兩道火扳机可确保击发安全与舒适。扳机扣力大小只有8—20牛，而且与扳机行程、二道火力度均可调节。这对于狙击手而言很轻、很舒服，减少了心理压力。

### 战术导轨
機匣至護木顶部设有全长度一体式MIL-STD-1913戰術導軌，导轨采用狼牙状设计，有利于减小武器的质量。其顶部导轨较长，瞄具前后位置可调节；除了后端加装光学瞄准镜外，也可在前端通过导轨加装提把及两脚架。
其配用的光电火控测瞄系统由4—12倍白光瞄准镜、激光測距儀、弹道计算机所组成，可以把所测的距离、温度、倾角、海拔高度等数值输入解算机解算高低和方向值，使用者根据数值调节白光瞄准镜射击；针对夜间作战环境，还可以配备同样具备测瞄合一能力的红外热成像瞄准镜。

### 护木及枪托
机匣下方设置具有防滑纹的护木，便于不同射击习惯的射手选择握持方式。固定式枪托的肩托、托腮板（高度調整）以及下方设有的单脚架均可调节高低，并以枪托中间的大孔让前方具有防滑纹的部份形成後握把，这些人性化的设计均提高了其人机工效。

## 外部連結
- （俄文）—all4shooters.com—NORINCO NCSLR5, крупнокалиберная снайперская винтовка（页面存档备份，存于）
- （简体中文）—铁血网—CS/LR5型12.7mm旋转后拉枪机式狙击步枪（页面存档备份，存于）
- （简体中文）—人民网—组图：走进2009北京警用装备展览会-枪械篇  (3)（页面存档备份，存于）